# Jules Gaudin
Pour les articles homonymes, voir Gaudin.
Jules Gaudin, né le 9 mai 2000 à Saint-Brieuc (Côtes-d'Armor), est un footballeur français qui évolue au poste d'arrière gauche au Paris FC.

## Biographie

### En club
Né à Saint-Brieuc en France, Jules Gaudin commence le football avec l'AS Hillion Saint-René avant de rejoindre l'EA Guingamp à l'âge de 12 ans, en 2012. 
Il joue son premier match en professionnel avec Guingamp, le 1er mai 2021, lors d'une rencontre de Ligue 2 face à l'Amiens SC. Il entre en jeu à la place de Ronny Rodelin lors de cette rencontre qui se solde par la victoire de son équipe (0-3 score final). Le 29 mai 2021, Gaudin signe son premier contrat professionnel avec Guingamp.
Le 4 décembre 2021, Jules Gaudin est prêté jusqu'à la fin de la saison au FC Borgo. Après des débuts convaincants avec le club corse, il se blesse début février et est absent pour plusieurs semaines avant de faire son retour à la compétition en avril 2022.
De retour à Guingamp lors de l'été 2022, il est cette fois intégré au groupe professionnel. Gaudin est titularisé dès la première journée de la saison 2022-2023 de Ligue 2, face au Pau FC, le 30 juillet 2022. Il se fait remarquer à cette occasion en inscrivant les deux premiers buts de sa carrière professionnelle, contribuant à la victoire des siens par quatre buts à zéro,. Milieu de terrain de formation, Gaudin est repositionné par son entraîneur Stéphane Dumont à un poste d'arrière gauche.
Ayant décidé de ne par prolonger son contrat avec Guingamp, Jules Gaudin quitte librement le club à l'été 2023, et signe en faveur du Paris FC. Le transfert est annoncé dès le 9 juin 2023 et il s'engage pour trois ans, soit jusqu'en juin 2026.
Le 2 février 2025, Jules Gaudin rejoint le SM Caen sous la forme d'un prêt jusqu'à la fin de la saison.

### En sélection
Jules Gaudin représente l'équipe de France des moins de 16 ans entre 2015 et 2016, il joue cinq matchs et marque un but avec cette sélection.